# Ред и закон (3. сезона)
Трећа сезона серије Ред и закон је премијерно емитована на каналу НБЦ од 23. септембра 1992. године до 19. маја 1993. године и броји 22 епизоде. У овој сезони је уведен лик Ленија Бриска (Џери Орбак) који је заменио Фила Серету у епизоди "Тачка гледишта". Годину дана раније, Орбак је тумачио заступника Френка Лермана у епизоди "Плате љубави". На крају сезоне су и Ден Флорек и Ричард Брукс напустили главну поставу.

## Опис
Трећа сезона почела је са непромењеном главном поставом. Међутим, у 3. и 6. епизоди, Керолин Мекормик је потписана у уводној шпици, а од 9. епизоде је потписивана у уводној шпици до краја сезоне. Тиме је постала прва жена која је постала чланица главне поставе серије. У 9. епизоди, Лени Бриско (Џери Орбак) заменио је Фила Серету (Пол Сорвино) на месту старијег детектива. Ово је била прва промена главне поставе у току сезоне у повести серије Ред и закон. Следећа се догодила у 15. сезони. Ово је такође последња сезона у којој су се појавили Ден Флорек као капетан Дон Крејген и Ричард Брукс као ПОТ Пол Робинет. Обојица су се касније појавили гостујући, а Флорек је на крају постао члан главне поставе серије Ред и закон: Одељење за специјалне жртве.

## Улоге

### Главне
- Пол Сорвино као Фил Серета (епизоде 1-8)
- Џери Орбак као Лени Бриско (епизоде 9-24)
- Крис Нот као Мајк Логан
- Ден Флорек као Дон Крејген
- Мајкл Моријарти као ИПОТ Бен Стоун
- Ричард Брукс као ПОТ Пол Робинет
- Стивен Хил као ОТ Адам Шиф
- Керолин Мекормик као др. Елизабет Оливет (епизоде 3, 6, 9-22)

### Епизодне
- Пол Сорвино као Фил Серета (епизода 9)
- Керолин Мекормик као др. Елизабет Оливет (епизоде 1-2)

## Епизоде
| Бр. у серији | Бр. у сезони | Назив                 | Редитељ        | Сценариста                                                                        | Пpемијерно емитовање | Пpод. код | Гледаност у САД (милиони) |
| --- | ------------ | --------------------- | -------------- | --------------------------------------------------------------------------------- | -------------------- | --------- | ------------------------- |
| 45 | 1            | "Површност"           | Данијел Секим  | Роберт Нејтан и Гордон Рејфилд                                                    | 23. септембар 1992.  | 68009     | 14.90                     |
| Након што је фотограф Џулијан Декерубијен у свом студију, Логан и Серета откривају да је прави Декеров посао био проституција и положај макроа за манекенке које не добијају посао који им је потребан. Њих истрага доводи до Анђеле Брант, једне од Декерових манекенки која је зарађиала више радећи за Декера на друге начине, али су такође открили да је Декер био у љубавној вези са Анђелином ћерком у пубертету. Стоун схвата да се нешто чудно дешава када је случај ослабио против Анђеле, али она одједном жели да се нагоди.                                               |              |                       |                |                                                                                   |                      |           |                           |
| 46 | 2            | "Завера"              | Ед Шерин       | Мајкл С. Чернучин и Рене Балкер                                                   | 30. септембар 1992.  | 68006     | 12.80                     |
| Након што је Маркус Тејт, поштовани вођа контроверзног покрета за Афро-америчка права, убијен на митингу, Логан и Серета покушавају да извуку податке о злочину, али наилазе на зид ћутања код Тејтових следбеника које не занима разговор са полицајцим белцима. Фотографије их доводе до Мичела Колбина, белца који је верски пратио Тејта, али је изгледа престао кад је открио да га жена вара са Тејтом.. |              |                       |                |                                                                                   |                      |           |                           |
| 47 | 3            | "Опроштај"            | Бил Де'Ила     | Синопис: Ед Зукерман Сценарио: Роберт Нејтан и Ед Зукерман                        | 7. октобар 1992.     | 68005     | 17.20                     |
| Када је Бет Милграм пронађена претучена на смрт у једном пролазу после испратнице, Логан и Серета у почетку усмеравају своју сумњу на девојчиног оца када је њен вереник Томи Белтран рекао да ју је он тукао када му је Бет рекла да се верила, али је убрзо главни осумњичени постао Белтран лично. Стоун има непријатан задатак суочавања са реномираним Сајрусом Вивером који жели да докаже да Томи Белтран није крив за убиство Бет Милграм јер је сиромашан младић из мексичке породице који није могао да обузда бес када је његова девојка из вишег сталежа раскинула са њим. |              |                       |                |                                                                                   |                      |           |                           |
| 48 | 4            | "Вео сарадње"         | Дон Скардино   | Мајкл С. Чернучин и Џо Моргенстерн                                                | 14. октобар 1992.    | 68007     | 14.80                     |
| Пубертетлија Роберто Мартинез умро је због неисправног пејсмејкера, а детективи су ускоро открили да он није једини који је умро због неисправног пејсмејкера који производи исто друштво. |              |                       |                |                                                                                   |                      |           |                           |
| 49 | 5            | "Блаженство брака"    | Верн Гилам     | Роберт Нејтан и Едвард Померанц                                                   | 21. октобар 1992.    | 68004     | 14.80                     |
| Испливала су два леша са лисицама и препознати су као избеглице из Мексика, а истрага је открила да су можда били на присилном раду у једној малопродаји. |              |                       |                |                                                                                   |                      |           |                           |
| 50 | 6            | "Нема помоћи"         | Џејмс Фроли    | Мајкл С. Чернучин и Кристин Рум                                                   | 4. новембар 1992.    | 68011     | 17.50                     |
| Др Оливет оптужује свог гинеколога Алекса Џ. Мерита за силовање. Међутим, када је изгубила парницу, окружно тужилаштво покреће нову стратегију како би привела лекара лицу правде. |              |                       |                |                                                                                   |                      |           |                           |
| 51 | 7            | "Самоодбрана"         | Ед Шерин       | Рене Балкер и Хал Пауел                                                           | 11. новембар 1992.   | 68008     | 14.90                     |
| избеглица из Грчке и власник златаре Џорџ Костас побио је два пљачкаша и тврди да је то учинио у самоодбрани. Међутим, ускоро се поставило питање да ли су његови поступци били далеко од самоодбране односно освета и убиство. |              |                       |                |                                                                                   |                      |           |                           |
| 52 | 8            | "Краљевић таме"       | Гилберт Шилтон | Роберт Нејтан и Вилијам Н. Фордес                                                 | 18. новембар 1992.   | 68003     | 14.60                     |
| Серета је отишао на тајни задатак као трговац оружјем како бипомогао Стоуну на случају против плаћеника из Колумбије, али купопродаја је пошла изненада по злу и неко је рањен. |              |                       |                |                                                                                   |                      |           |                           |
| 53 | 9            | "Тачка гледишта"      | Гилберт Мозес  | Валон Грин и Рене Балкер                                                          | 25. новембар 1992.   | 68012     | 16.40                     |
| Логан има проблема у раду са Ленијем Бриском који је доведен док се Серета не опорави после операције због рањавања током истраге убиства ситног лопова Томија Дафа. Истрага их доводи до жене која тврди ју је Даф силовао, а када је њен заступник, стари Стоунов пријатељ са правног факултета, позвао Оливетову да сведочи у одбрану Мери Кострински, Шиф је натерао Стоуна да искористи недавно силовање Оливетове како би приказао њено сведочење непоузданим. Логан се узнемирио када је сазнао да је Серета други положај унутар одељења и да се неће враћати.                 |              |                       |                |                                                                                   |                      |           |                           |
| 54 | 10           | "Саветовање"          | Џејмс Фроли    | Мет Кин и Џо Рајнкмајер                                                           | 9. децембар 1992.    | 68014     | 13.40                     |
| Смрт труднице кријумчарке дроге довело је до открића нигеријског ланца кријумчарења дроге који је повезан чак са једним дипломатом који је такође вођа једног нигеријског племена. |              |                       |                |                                                                                   |                      |           |                           |
| 55 | 11           | "Шира родбина"        | Чарлс Корел    | Синопис: Вендел Ролс и Роберт Нејтан Сценарио: Роберт Нејтан                      | 6. јануар 1993.      | 68015     | 16.10                     |
| Ћерка једног бродвејског продуцента је отета из продавнице. Касније су она и њена мајка пронађене у сигурној кући за жене. Мајка тврди да је ћерку отац злостављао, али се ћеркина прича не поклапа. |              |                       |                |                                                                                   |                      |           |                           |
| 56 | 12           | "Право на заступника" | Џејмс Фроли    | Мајкл С. Чернучин и Бери М. Шолник                                                | 13. јануар 1993.     | 68019     | 15.10                     |
| Невин човек Стивен Грег признао је убиство своје девојка и нагодио се са тужилаштвом. ПОТ Робинет сумња да је његов заступник можда заверио са жртвиним рачуновођом из финансијских разлога. |              |                       |                |                                                                                   |                      |           |                           |
| 57 | 13           | "Ноћ и магла"         | Ед Шерин       | Мајкл С. Чернучин и Рене Балкер                                                   | 3. фебруар 1993.     | 68018     | 14.60                     |
| Тужба против једног старијег човека који је оптужен да је убио супругу која је преживела Холокауст постаје сложена када се сазнало да је можда постојао Јевреј који је помагао нацистима у Пољској томом Другог светског рата. |              |                       |                |                                                                                   |                      |           |                           |
| 58 | 14           | "Одржати обећање"     | Ед Шерин       | Синопис: Роберт Нејтан и Џошуа Стерн Сценаиро: Вилијам Н. Фордес и Даглас Палау   | 10. фебруар 1993.    | 68022     | 11.40                     |
| Тужилаштво покушава да докаже кривичну одговорност једне психијатарке када је пацијент са којим је сумња да је била у полним односима убио своју девојку. |              |                       |                |                                                                                   |                      |           |                           |
| 59 | 15           | "Мајчинска љубав"     | Данијел Секим  | Синопис: Роберт Нејтан Сценарио: Валон Грин и Роберт Нејтан                       | 24. фебруар 1993.    | 68024     | 14.60                     |
| Узрујана мајка афро-американка Вирџинија Брајан признала је да је убила своју ћерку наркоманку Дон која је црпла новчана средства породице. Тужилаштво жели да понуди блажу казну због боје коже, али се Робинет снажно противи том предлогу. |              |                       |                |                                                                                   |                      |           |                           |
| 60 | 16           | "Надлежност"          | Брус Сет Грин  | Валон Грин и Рене Балкер                                                          | 3. март 1993.        | 68017     | TBA                       |
| Уз помоћ једног бруклиншког детектива, Бриско и Логан су добили признање од заосталог човека за убиство две болничарке. Даља истрага је открила да је он можда невин, али он непоколебљиво тврди да је крив. |              |                       |                |                                                                                   |                      |           |                           |
| 61 | 17           | "Недолично понашање"  | Артур В. Форни | Синопис: Мајкл С. Чернучин и Рене Балкер Сценарио: Валон Грин и Питер С. Гринберг | 10. март 1993.       | 68023     | 13.50                     |
| Женско морнаричко лице убијено је током пијанке. Војска тражи надлежност на случају, али детективи ускоро почињу да сумњају да кривца штите и да је погрешан човек оптужен. |              |                       |                |                                                                                   |                      |           |                           |
| 62 | 18           | "Животињски нагон"    | Ед Шерин       | Мајкл С. Чернучин и Сибил Гарднер                                                 | 17. март 1993.       | 68021     | 12.70                     |
| Научница са једног универзитета је убијена, наводно због прељубе коју је њен супруг имао. Међутим, Стоун касније почиње да сумња да је наводна "љубавница" можда измишљена и да није било никакве прељубе. |              |                       |                |                                                                                   |                      |           |                           |
| 63 | 19           | "Вирус"               | Стивен Робмен  | Мајкл С. Чернучин и Рене Балкер                                                   | 21. април 1993.      | 68010     | 11.90                     |
| Рачунарски вирус изазвао је квар на Клиници за шећерну болест због чега су помрла два болесника. Детективи су повезали вирус са једним хакером у пубертету чији отац није успео да добије тужбу за немар против клинике. |              |                       |                |                                                                                   |                      |           |                           |
| 64 | 20           | "Тајна служба"        | Џејмс Хејман   | Мет Кин и Џо Рајнкмајер                                                           | 5. мај 1993.         | 68026     | 10.80                     |
| Избеглица из Румуније у пубертету убио је свог оца, окрутног бившег службеника Државне безбедности јер му је отац убио рођеног брата. Заступник дечака понудио је одбрану "Културна неурачунљивост". |              |                       |                |                                                                                   |                      |           |                           |
| 65 | 21           | "Мушкост"             | Ед Шерин       | Синопис: Роберт Нејтан Сценарио: Роберт Нејтан и Валон Грин                       | 12. мај 1993.        | 68025     | 13.70                     |
| Када је један полицајац убијен док је покушавао да ухапси растурача дроге, истрага је открила да га је неко од његових колега можда пустио да умре због неких својих разлога. |              |                       |                |                                                                                   |                      |           |                           |
| 66 | 22           | "Доброчинство"        | Ед Шерин       | Синопис: Рене Балкер и Даглас Палау Сценарио: Даглас Палау                        | 19. мај 1993.        | 68028     | 15.40                     |
| Млада независна глувонема девојка је убијена, али да ли ју је убио дечко ког презире или опседнути ментор? Детективи Бриско и Логан долазе до преписа телефонских разговора док форензичари сужавају истрагу. Сада је на тужиоцима Стоуну и Робинету да извуку истину од жртвиног ментора, оснивача месног Института за глувонеме. |              |                       |                |                                                                                   |                      |           |                           |